# Achlum
Achlum – wieś w Holandii, w prowincji Fryzja, w gminie Franekeradeel. W miejscowości znajduje się kościół, datowany na XII w., a także zabytkowy wiatrak De Achlumer Molen.